# Campeonato de España de Atletismo en pista cubierta de 1976
El XII Campeonato de España de Atletismo en pista cubierta, se disputó el día 7 de febrero de 1976 en las instalaciones deportivas de Palacio de los Deportes, Madrid, España.

## Resultados

### Hombres
| Evento              | Oro                             | Plata                                   | Bronce                          |
| ------------------- | ------------------------------- | --------------------------------------- | ------------------------------- |
| 60 m                | Luis Sarriá 6.76                | José Carbonell 6.81                     | Ángel Valentín Heras 6.92       |
| 400 m               | Antonio Paez 49.45              | José Saavedra 49.61                     | Antonio Brufau 49.83            |
| 800 m               | Alfonso Bilbao 1:52.49          | Andrés Ballbé 1:53.11                   | José Muñoz 1:53.63              |
| 1500 m              | Antonio Fernández Ortiz 3:54.16 | Francisco Recuero 3:55.93               | Isidoro Gaite 3:57.67           |
| 3000 m              | Ricardo Ortega 8:20.36          | José Luis Barrios 8:32.72               | José Luis Sánchez Mateo 8:33.20 |
| 60 m vallas         | Jorge Zapata 7.94               | Juan Lloveras 7.97                      | Javier Moracho 8.06             |
| Salto de altura     | Gustavo Marqueta 2,13           | Martí Perarnau 2,10                     | Roberto Cabrejas 2,10           |
| Salto con pértiga   | Roger Oriol 5,00                | Efrén Alonso 4,80                       | Julio Rifaterra 4,60            |
| Salto de longitud   | Saturnino Rodríguez Risco 7,73  | Ramón Cid 7,56                          | Rafael Blanquer 7,46            |
| Triple salto        | Ramón Cid 15,96                 | José Luis Rodríguez de la Infanta 15,80 | Alberto Santamaría 15,67        |
| Lanzamiento de peso | Sinesio Garrachón 15,58         | Luis Pérez 14,46                        | Juan Briceño 14,42              |

### Mujeres
| Evento              | Oro                           | Plata                   | Bronce                           |
| ------------------- | ----------------------------- | ----------------------- | -------------------------------- |
| 60 m                | Yolanda Oroz 7.76             | Ela Cifuentes 7.79      | Olga Martorell 7.87              |
| 400 m               | Rosa Colorado 57.35           | Gloria Pujol 57.98      | Carolina de la Reina 58.92       |
| 800 m               | Rosa María Ochandiano 2:16.52 | Consuelo Alonso 2:17.24 | María Jesús Jiménez 2:22.67      |
| 1500 m              | Íciar Martínez                | Concepción Carretero    | Amelia Lorza                     |
| 60 m vallas         | María José Martínez 9.08      | Alicia Laiseca 9.41     | Celia Rivas 9.55                 |
| Salto de altura     | Isabel Mozún 1,68             | Monserrat Pujol 1,65    | María José López de Sabando 1,61 |
| Salto de longitud   | Carmen Cocolina 5,68          | Ángeles Moinelo 5,59    | Cristina Nogués 5,55             |
| Lanzamiento de peso | Encarnación Gambús 13,61      | Ana María Molina 13,58  | Teresa Pérez 13,53               |

## Récords batidos
| Tipo              | Sexo    | Prueba      | Atleta              | Marca                   |
| ----------------- | ------- | ----------- | ------------------- | ----------------------- |
| Récords de España | Hombres | 60 m vallas | Jorge Zapata        | 7.94                    |
| Récords de España | Mujeres | 60 m        | Ela Cifuentes       | 7.71 (en semifinales)   |
| Récords de España | Mujeres | 60 m vallas | María José Martínez | 8.96 (en eliminatorias) |